# Waterschap Sevenwolden
Waterschap Sevenwolden was een Fries waterschap.

## Geschiedenis
Waterschap Sevenwolden was een van de waterschappen die in 1997 in Friesland zijn gevormd bij de tweede grote waterschapsconcentratie in die provincie. Het is ontstaan uit het samenvoegen van drie waterschappen, namelijk Waterschap Het Koningsdiep, Waterschap De Stellingwerven en Tjongercompagnonsvaarten. In 2004 is het waterschap bij een grote fusie opgegaan in Wetterskip Fryslân.

## Regio
Waterschap Sevenwolden beheerde de waterhuishouding in de gemeenten Ooststellingwerf, Weststellingwerf, delen van Opsterland en Smallingerland. Haar hoofdkantoor stond in Gorredijk. Belangrijke kanalen en rivieren in haar regio zijn: de Linde, Tjonger, het Koningsdiep en de Opsterlandse Compagnonsvaart.